# Решетняк, Лука Игнатьевич
Лука́ Игна́тьевич Решетня́к (28 января 1903, Таганрог, область Войска Донского — 17 октября 1941, Таганрог, Ростовская область) — советский государственный и партийный деятель, 1-й секретарь Таганрогского горкома КПСС (1941—1941).

## Биография
Родился 28 января 1903 года в Таганроге.
Трудовую деятельность начал с 11 лет. Работал по найму на дачах, огородах, рассыльным в табачном магазине. С 1916 по 1922 год и с 1923 по 1930 год работал на Таганрогском кожевенном заводе № 1, где был рассыльным, чернорабочим, нормировщиком.
С 1930 по 1935 год учился в Новочеркасском авиационном институте. С 1935 по 1940 год работал на Таганрогском авиационном заводе № 31, где прошёл путь от конструктора до начальника цеха, начальника ОКСа.
В 1940 году был избран первым секретарём Сталинского райкома ВКП(б) Таганрога, в 1941 году — вторым секретарём таганрогского горкома ВКП(б).
В 1941 году был назначен первым секретарём таганрогского горкома ВКП(б).
Погиб при эвакуации из Таганрога.

## Память
- Имя Луки Игнатьевича Решетняка высечено на обелиске партработникам, руководившим эвакуацией из города людей и ценностей в день захвата Таганрога немецкими войсками и погибшим при исполнении своего долга[2].